# Mattiastrum amani
Mattiastrum amani är en strävbladig växtart som beskrevs av Karl Heinz Rechinger. Mattiastrum amani ingår i släktet Mattiastrum och familjen strävbladiga växter. Inga underarter finns listade i Catalogue of Life.